# Love Will Conquer All
Love Will Conquer All è un singolo del cantante statunitense Lionel Richie, pubblicato nel 1986 ed estratto dall'album Dancing on the Ceiling.
La canzone è stata scritta da Lionel Richie, Cynthia Weil e Greg Phillinganes.

## Tracce
- 7"

1. Love Will Conquer All - 4:18
2. The Only One - 4:17

## Classifiche
| Classifica (1986) | Posizione massima |
| ----------------- | ----------------- |
| Regno Unito       | 45                |
| Stati Uniti       | 9                 |